# غانم ناصر
غانم ناصر ممثل و مخرج إماراتي دخل المجال الفني من خلال المسرح.

## أعماله

### المسرحيات
1. حركوش والشراني في بستان الخير
2. بيت القصيد
3. سفر العميان
4. السردال
5. عائلة طرب
6. السور
7. القرار الأخير
8. قانون بو هارون
9. القيد
10. دور فيها بالشمالي
11. الميدان ياحميدان
12. ليلة حساب
13. كشتة
14. مملكة السلام
15. شنينة أم السحورة

### المسلسلات
1. ريح الشمال
2. أمثال وأمثال
3. القيض
4. حنة ورنة
5. وراك وراك
6. وديمة و حليمة  (جزئين 1،2)
7. قبل الأوان
8. دكة الفريج
9. زمن الطيبين

### الإذاعة
1. أمثال و أمثال

## التكريم والجوائز
حصل الفنان غانم ناصر على العديد من الجوائز منها :
1. 2006 جائزة الإبداع والتميز وأفضل ممثل دور أول.
2. 2007 جائزة  أفضل ممثل دور أول.
3. 2008 جائزة أفضل ممثل فئة عامة.
4. 2011 جائزة أفضل تصميم إضاءة.